# Rossella Fiamingo
Rossella Fiamingo (født 14. juli 1991) er en italiensk fægter, der konkurrerer i kårde. 
Hun repræsenterede Italien ved sommer-OL 2012 i London, hvor hun blev elimineret i kvartfinalen.
Hun vandt sølv ved sommer-OL 2016 i Rio de Janeiro i den individuelle konkurrence.
Ved sommer-OL 2020 i Tokyo, som blev afholdt i 2021, blev hun elimineret i kvartfinalen i den individuelle konkurrence. Hun vandt senere bronze i holdkonkurrencen.
Ved sommer-OL 2024 i Paris vandt hun guld i holdkonkurrencen. 